# Xing Aowei
Xing Aowei (förenklad kinesiska: 邢傲伟; traditionell kinesiska: 邢傲偉; pinyin: Xíng Àowěi), född den 25 januari 1982 i Yantai, Kina, är en kinesisk gymnast.
Han tog OS-guld i lagmångkampen i samband med de olympiska gymnastiktävlingarna 2000 i Sydney.